# Sorbus pseudothuringiaca
Sorbus pseudothuringiaca är en rosväxtart som beskrevs av Düll. Sorbus pseudothuringiaca ingår i släktet oxlar, och familjen rosväxter. IUCN kategoriserar arten globalt som sårbar. Inga underarter finns listade i Catalogue of Life.

## Bildgalleri

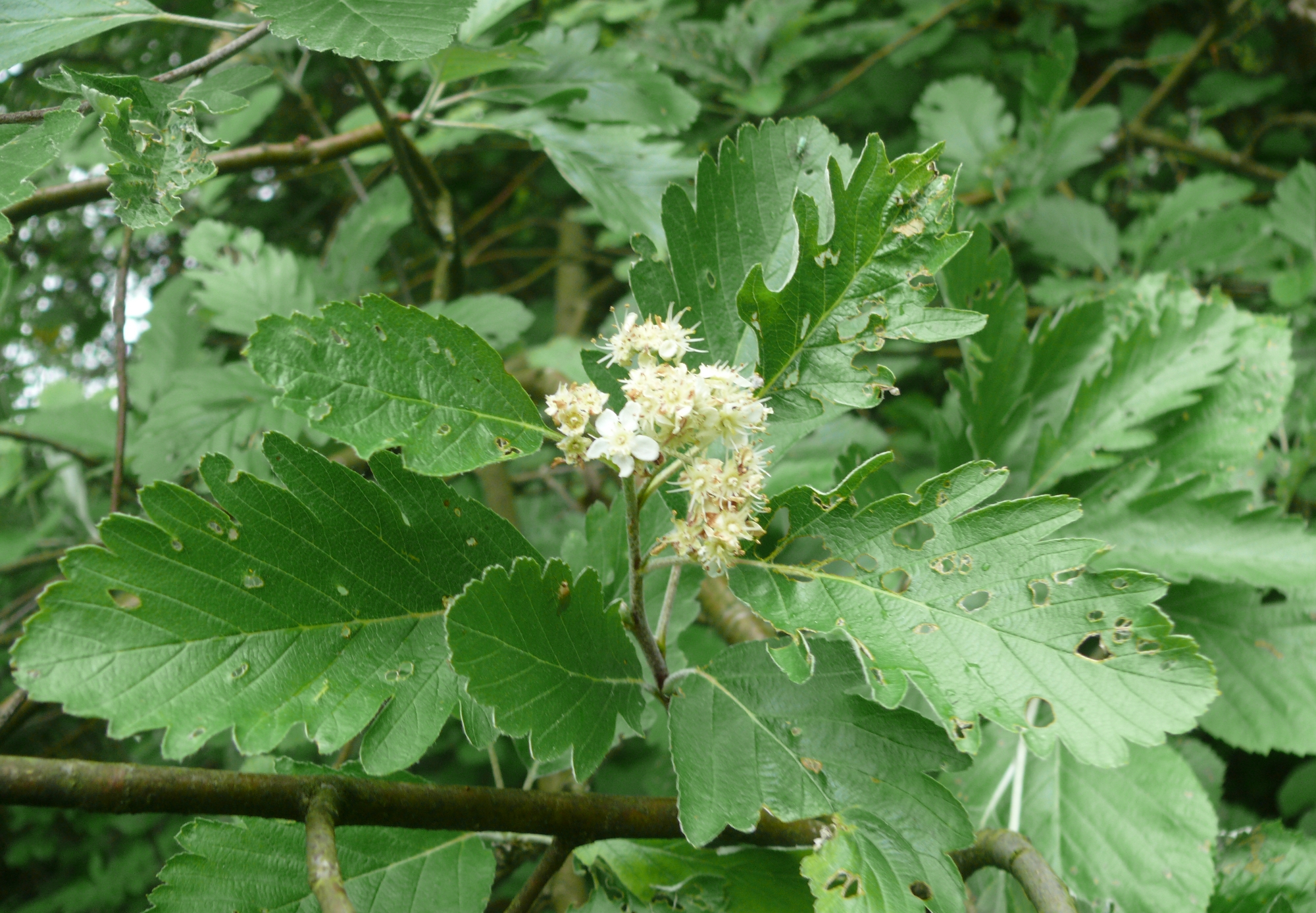
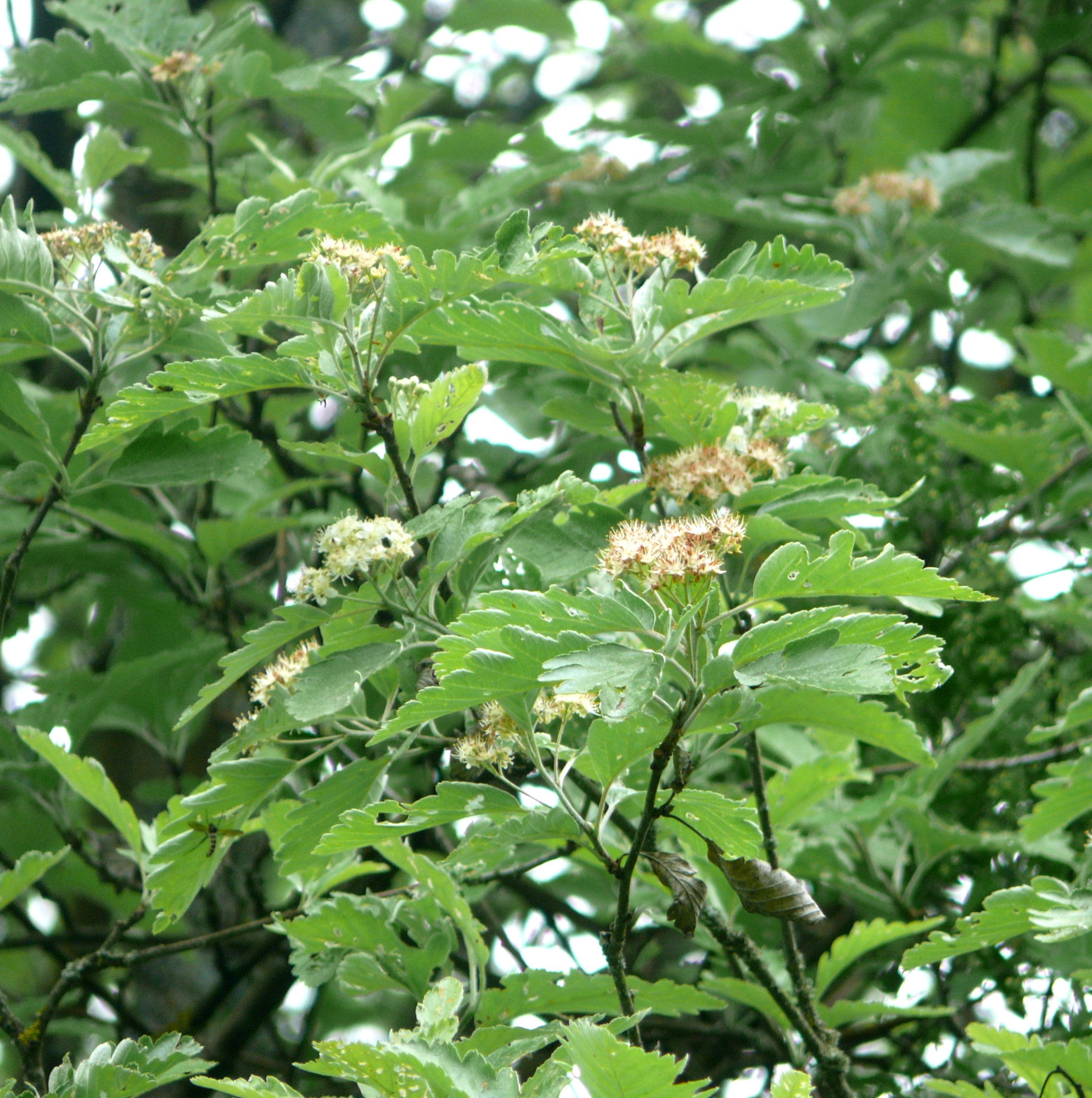
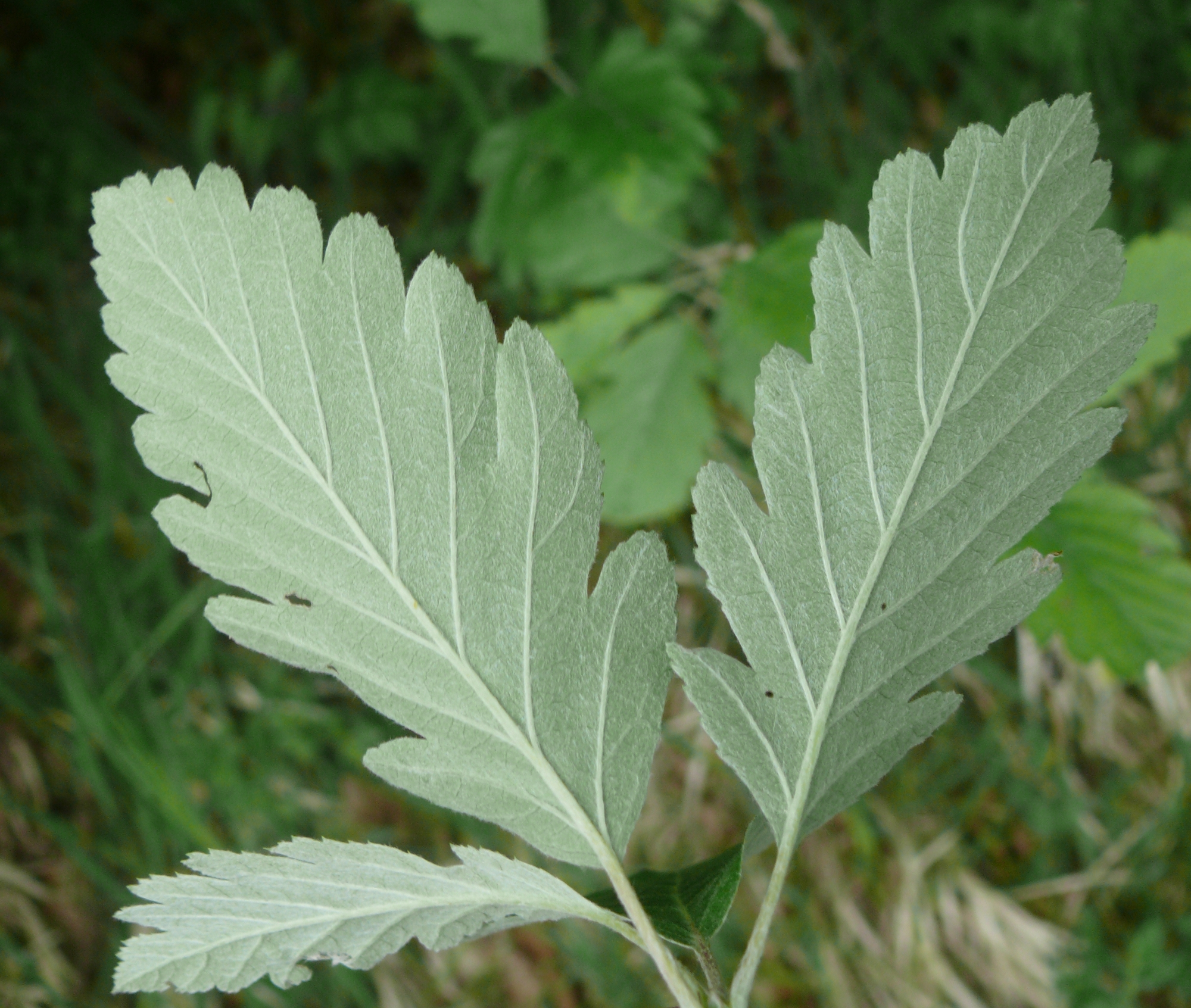
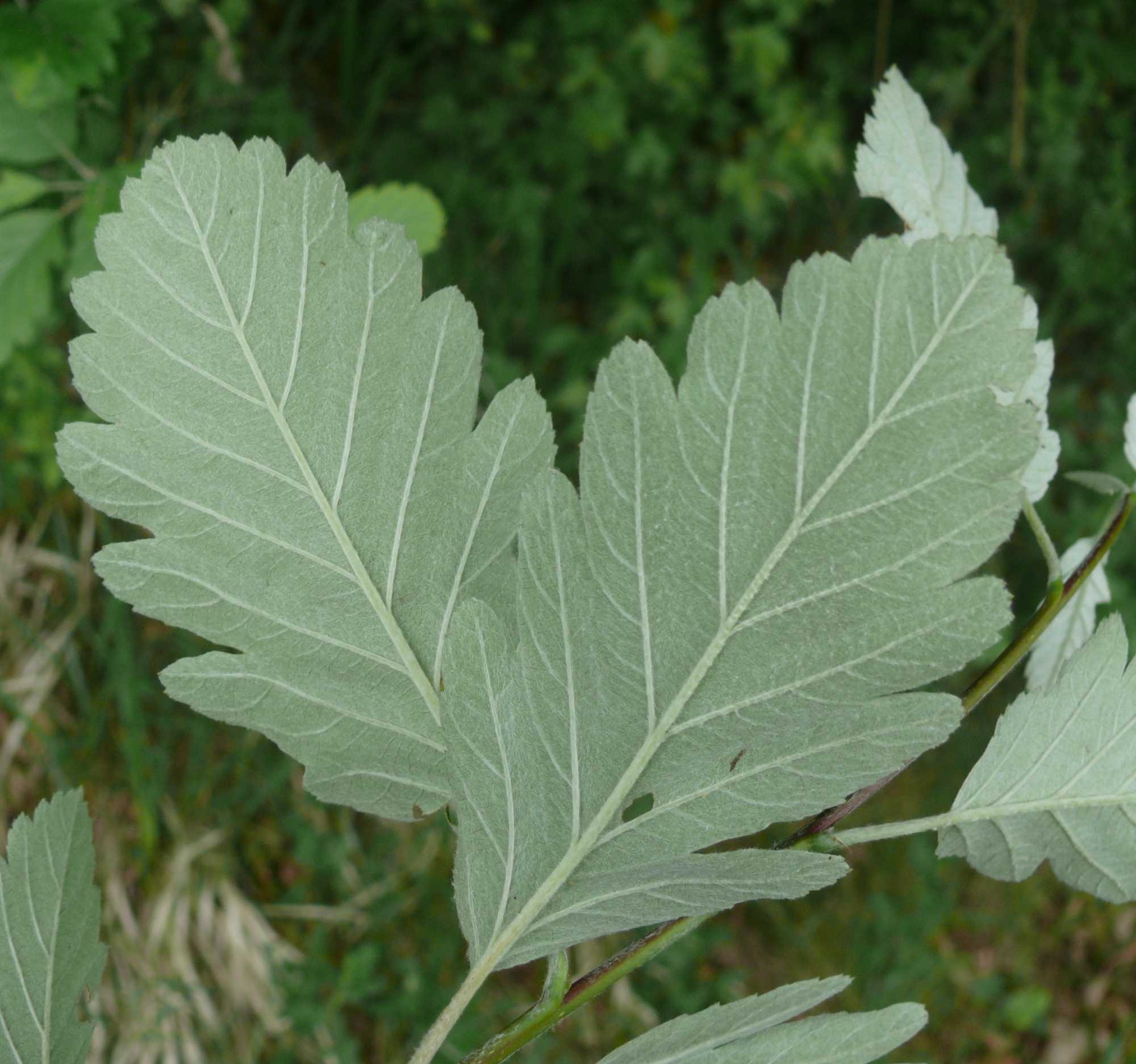